# Hollow Beep
Hollow Beep è un album raccolta degli Yuppie Flu, terzo complessivo del gruppo musicale italiano, pubblicato dalla Doxa Records nel 2000.

## Tracce
1. The Fairy Tales of Young Robin – 5:51
2. The Blue Experiment – 6:37
3. Order the Player Off the Field – 3:11
4. Boat or Swim – 4:16
5. Ambassadors – 7:43
6. Wheel Deal – 6:04
7. Sport Yer Feelings – 3:13
8. A Song's a Song – 4:15
9. Wise Hitch-Hiker Handbook – 3:14
10. Stolen Boat... – 2:30